# Manzanal de Arríba
Manzanal de Arríba ist ein nordwestspanischer Bergort im Gebiet der Sierra de la Culebra; gleichzeitig ist es der Hauptort einer aus mehreren Dörfern (aldeas) und Weilern (pedanías) bestehenden Gemeinde (municipio) mit 350 Einwohnern (Stand: 2024) in der Provinz Zamora in der Autonomen Gemeinschaft Kastilien-León. Am Südrand des ca. 130 km² großen Gemeindegebiets befindet sich der Peña Mira, die höchste Erhebung im Gebiet der Sierra de la Culebra.

## Lage und Klima
Der Ort Manzanal de Arríba liegt am Nordrand der Sierra de la Culebra im Nordwesten der Provinz Zamora in einer Höhe von ca. 885 m nahe der Grenze zu Portugal. Die Provinzhauptstadt Zamora ist knapp 100 km (Fahrtstrecke) in südöstlicher Richtung entfernt. Die portugiesische Stadt Bragança befindet sich dagegen nur etwa 60 km südwestlich. Die winterlichen Temperaturen können durchaus kühl sein, im Sommer dagegen ist es warm bis heiß; Regen (ca. 760 mm/Jahr) fällt mit Ausnahme der Sommermonate übers ganze Jahr verteilt.

## Bevölkerungsentwicklung
| Jahr      | 1857 | 1900 | 1950 | 2000 | 2017 |
| Einwohner | --   | 1197 | 1547 | 460  | 358  |

Trotz der sukzessiven Eingemeindung mehrerer umliegender Dörfer und Weiler ist die Gesamtbevölkerung seit den 1950er Jahren wegen der zunehmenden Mechanisierung der Landwirtschaft stetig gesunken. Zur Gemeinde gehören auch die Weiler Codesal, Sagallos, Folgoso de la Carballeda, Sandín, Pedroso de la Carballeda, Linarejos sowie der nur noch etwa 10 Einwohner zählende, aber durch seine traditionelle Architektur bekannt gewordene Bergort Santa Cruz de los Cuérragos.

## Wirtschaft
Die Landwirtschaft (vor allem Viehzucht und Gemüseanbau) spielt traditionell die größte Rolle im Wirtschaftsleben der Gemeinde. Einnahmen aus dem Tourismus in Form der Vermietung von Ferienwohnungen (casas rurales) sind in den letzten Jahrzehnten hinzugekommen.

## Geschichte
Nur wenige Zeugnisse aus prähistorischer und römischer Zeit zeugen von der wahrscheinlich nur vorübergehenden Anwesenheit von Menschen.  Auch die Mauren mieden die abgelegene und eher regenreiche Region. Seit dem Mittelalter gehörte die Gegend zum Königreich León, später dann zu Kastilien-León. Wahrscheinlich erst in dieser Zeit begann man mit der Gründung und Besiedlung von Dörfern. Ab dem 14. Jahrhundert gehörte das Gebiet zum Besitz der Grafen bzw. der Herzöge von Benavente.

## Sehenswürdigkeiten
Manzanal de Arríba
- Die einschiffige Iglesia de San Mamés hat romanische Ursprünge, wurde aber wiederholt leicht verändert. Sie besitzt einen über eine abgewinkelte Außentreppe erreichbaren zweigeteilten Glockengiebel (espadaña) und eine Südvorhalle (portico). Bemerkenswert ist eine kunstvoll durchbrochene Rundplatte, die – als Teil eines Steingitters (transenna oder celosía) – noch in die mozarabische Zeit (10. Jahrhundert) datiert wird.[3]

Santa Cruz de los Cuérragos
- Der nur noch ca. 10 Einwohner zählende Bergort ist vor allem durch seine traditionelle Architektur bekannt geworden.